# گونبوکی برود
گونبوکی برود (به لاتین: Głęboki Bród) یک روستا در لهستان است که در گمینا گیبه واقع شده‌است.